# 乌克兰国家统计局
乌克兰国家统计局（烏克蘭語：Державний Комітет Статистики України，羅馬化：Derzhavnyi Komitet Statystyky Ukrainy，简称），是乌克兰负责收集和传播统计数据的政府机构。